# Mordfall Catrine da Costa

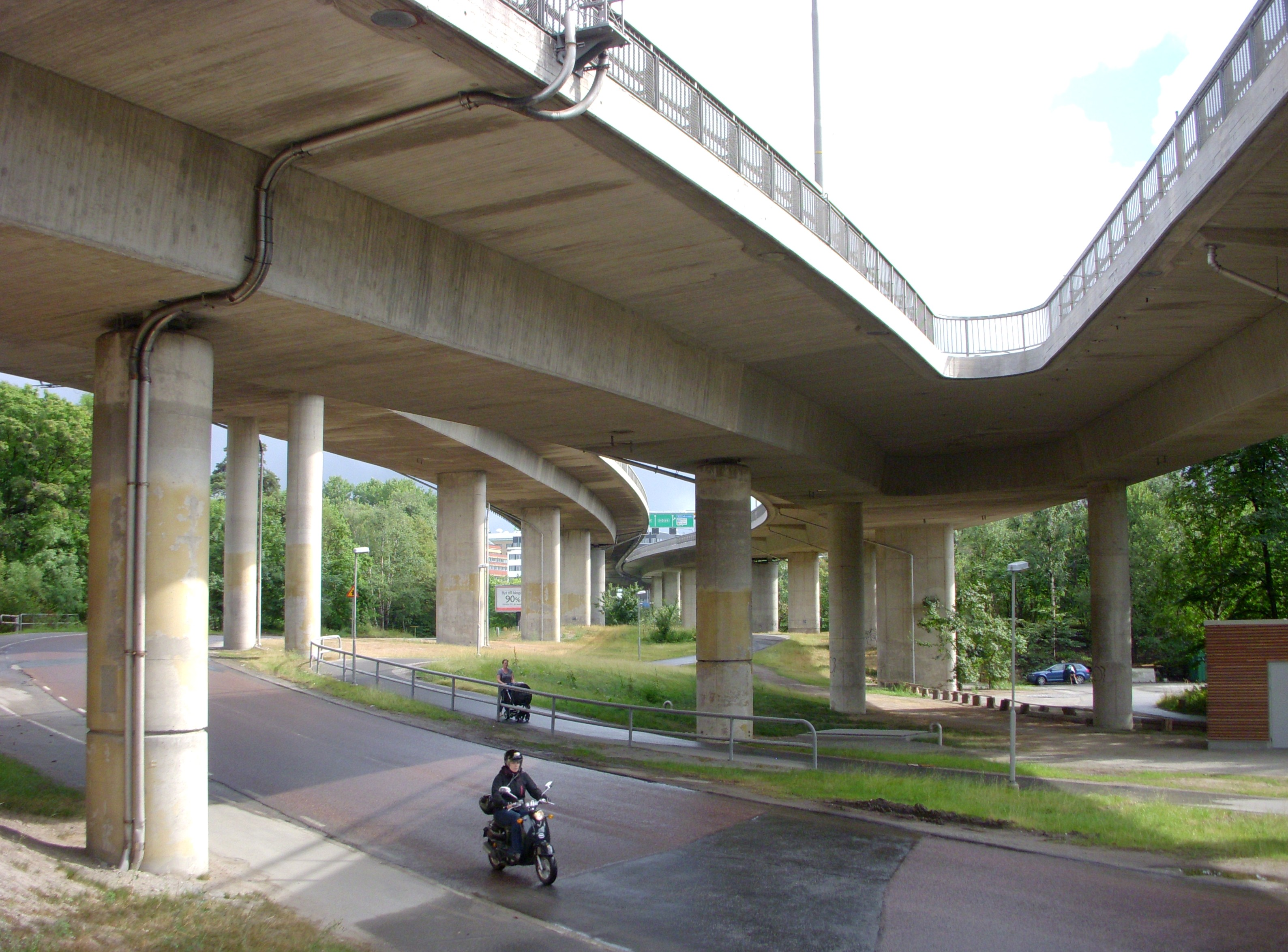
Im Wald links von dieser Brücke wurden die ersten Überreste von da Costa gefunden.

Der Mordfall Catrine da Costa ist ein unaufgeklärtes Verbrechen, das in Schweden große mediale Beachtung erfuhr. Gegen die beschuldigten Personen wurde 1988 ein Prozess geführt, der in Bezug auf die Mordanklage zu einem Freispruch führte, während sie im Anklagepunkt Störung der Totenruhe, der eigentlich verjährt war, schuldig gesprochen wurden. Ein anschließender Prozess, in dem die vom Mordvorwurf Freigesprochenen Schadensersatz forderten, ging bis 2012.

## Vor dem Prozess
Im Jahr 1984 war die drogenabhängige Prostituierte Catrine da Costa 27 Jahre alt und lebte in Stockholm. Als sie sich im Juni im Zusammenhang mit ihrem Geburtstag nicht bei ihren Verwandten meldete, gaben diese eine Vermisstenanzeige auf. Kurze Zeit später wurden an zwei Stellen in Stockholm Plastiksäcke mit Leichenteilen gefunden. Bei diesen fehlten der Kopf, eine Brust, die Geschlechts- sowie die inneren Organe. Auch Kleidungsstücke und der persönliche Schmuck waren verschwunden. Gerichtsmedizinische Untersuchungen stellten im August fest, dass die Körperteile zu de Costa gehören. Bei den Untersuchungen wurde festgestellt, dass die Obdachlose unter Personen einer gleichartigen sozialen Situation als streitsüchtig galt. Vermutlich um sich selbst zu schützen, gaben ihre letzten Bekannten wenig Informationen an die Polizei. Die wenigen Prostituierten, die zu einer Aussage bereit waren, wurden später nicht vom Gericht eingeladen, mit der Begründung, dass keine flatterhaften Personen auftreten sollten.

## Anklage von zwei Ärzten
Im Winter wurde ein Arzt, der später von den Medien den Decknamen Pathologe erhielt, kurzzeitig in Untersuchungshaft genommen. Kurze Zeit später wurde ein zweiter Arzt, der sogenannte Allgemeinmediziner, verhaftet, nachdem er von seiner Frau angezeigt worden war. Als wichtigsten Anhalt hatte die Polizei Informationen, dass der erste Arzt Prostituierte besucht haben soll. Zusätzlich war die Frau des Pathologen zwei Jahre zuvor unter mysteriösen Umständen gestorben, was anschließend als Selbstmord klassifiziert wurde. In der Boulevardpresse erschienen Artikel, die den Pathologen als eine perverse Person beschrieben. Laut der Journalistin Hanna Olsson, die später Einsicht in die Protokolle erhielt, gab es Aussagen bei der Polizei, die ein ähnliches Bild ausmalten. Der Pathologe überlebte einen Selbstmordversuch nur aufgrund sofortiger Hilfe.
Der Prozess gegen die zwei Männer mit dem Anklagepunkt Mord begann im Januar 1988. Als wichtigster Hinweis lag die Aussage eines Paares vor, die ein Fotoatelier besaßen. Sie sagten aus, dass der Allgemeinmediziner bei ihnen Fotos entwickeln ließ, die einen zerteilten Frauenkörper zeigten. Damit konnte der Vorwurf Mord nicht bewiesen werden. Das Gericht fand die zwei Ärzte für Störung der Totenruhe schuldig, was keine Haft zur folge hatte, da die Straftat verjährt war. Außerdem war dies kein Anklagepunkt im Prozess gewesen. Dies nahm den Angeklagten die Möglichkeit, den ganzen Prozess von vorn aufzurollen.
Der Journalist Per Lindberg gab 1999 in seinem Buch Döden är en man – historien om Obducenten och Allmänläkaren (Der Tod ist ein Mann – Die Geschichte vom Pathologen und Allgemeinmediziner) an, dass der Fotogeschäft-Inhaber erst nach Unterstützung durch die Polizisten, den Allgemeinmediziner als Verdächtigen identifizierte. Außerdem gab der Mann vor der Gegenüberstellung homophobe Kommentare, die als Vorverurteilung gewertet werden können.

## Folgen
Nach der Freilassung bestimmte ein Verwaltungsgericht, dass beide Ärzte nicht mehr praktizieren dürfen. Den Auftrag dazu hatte das Oberstes Verwaltungsgericht gegeben. Bei einer erneuten Prüfung des Falls im Jahr 2001 kam das Oberste Verwaltungsgericht zu dem Schluss, dass bei dem Gerichtsbeschluss des Verwaltungsgerichts, das unbeauftragte Zerteilen einer Leiche nicht mehr als Verbrechen betrachtet wurde, sondern nur noch als eine Handlung, welche die Ärzte für die Ausführung ihres Berufes, ungeeignet macht. Eine Gruppe von Juristen, Ärzten, Historikern, Journalisten und Hochschullehrern forderte 2003 eine Zurücknahme des Gerichtsbeschlusses. Die Unterzeichner legen dar, dass das Oberste Verwaltungsgericht (OV) damit eine Situation geschaffen hatte, nach der Personen vom Verwaltungsbericht für ein Verbrechen verurteilt werden können, ohne dass es zuvor eine Verurteilung durch ein Amtsgericht gegeben hat. Das OV nahm den Antrag der zwei Ärzte auf Wiederaufnahme des Verfahrens nicht an. Später legte der Justizkanzler dar, dass auch er Fehler in der Beurteilung des OV sehe, dass diese jedoch nicht ausreichten, um den Prozess neu zu starten.
Im Jahr 2009 forderten die Ärzte vom Staat Schadensersatz für die ihnen entstandenen Leiden und die Klage wurde in erster Instanz vom Tingsrätt angenommen. Die Forderungen wurden jedoch im Februar 2010 abgewiesen. Der Oberste Gerichtshof (Högsta domstolen) lehnte 2012 eine Prüfung des Verfahrens ab und legte dar, dass die meisten Forderungen mittlerweile verjährt und andere grundlos sind.
Als DNA-Tests genauer wurden, wurde ein Handtuch, dass neben den Überresten von Catrine da Costa lag überprüft und diese stammten nicht von den Ärzten.

## Weitere Verdächtige
Einer der ersten Verdächtigen war ein für Drogenmissbrauch bekannter Mann, der während der Ermittlung mit dem Dysphemismus „Pferdemörder“ bezeichnet wurde. Dieser wohnte in der Nähe eines der Orte, wo die Leichenteile gefunden wurden. Nachdem er mehrmals für die Polizei nicht auffindbar war, wurde er aus den Ermittlungen genommen.
Eine Cold-Case-Gruppe legte in den späteren 1990er Jahren ihren Fokus auf zwei Männer aus Solna nördlich von Stockholm. Von diesen war zumindest einer mit Catrine da Costa bekannt. Diese Untersuchung endete resultatlos.
Ein Mann aus Polen, der zuvor für die Ermordung und Zerteilung seiner Freundin sowie für den Mord an einem älteren Ehepaar verurteilt worden war, wurde nicht auf seine DNA getestet. Anträge auf vergleichbare Untersuchungen, die nach seinem Tod und Begräbnis 1987 gestellt wurden, erhielten keine Zusage.

## Mediale Verarbeitung
Der Mordfall war Thema in mehreren schwedischen TV-Dokumentationen und in einer Fernsehsendung des Kriminologen Leif G. W. Persson. Einige Fernseh- und Theaterstücke behandeln, wie sich die Journalistin Hanna Olsson für Frauen einsetzte, die wie Catrine da Costa ein geringes Ansehen in der Gesellschaft besitzen.